# Luigi d'Aviz
Luigi, duca di Beja (3 marzo 1506 – Lisbona, 27 novembre 1555) fu il secondo figlio del re del Portogallo Manuele I (1495 – 1521) e della sua seconda moglie Maria di Aragona (1482 – 1517), principessa di Spagna.

## Biografia
Luigi successe al padre quale 5º duca di Beja e divenne anche 9° connestabile del regno (in portoghese, Condestável do Reino), nonché Priore dell'Ordine di San Giovanni di Gerusalemme (Cavalieri di Malta), il cui quartier generale portoghese si trovava nella città di Crato.
In quanto Cavaliere dell'Ordine di San Giovanni di Gerusalemme non poteva contrarre matrimonio, tuttavia ebbe un figlio da Violante Gomes (qualcuno sostiene che i suoi genitori si fossero in realtà successivamente sposati, forse ad Évora) a lungo di accusata di essere un'ebrea sefardita od una marrana, ma di fatto membro della piccola nobiltà portoghese, figlia di Pedro Gomez da Évora, e deceduta come suora ad Almoster, Santarém, il 16 luglio 1568.
Il figlio Antonio, Priore di Crato, si dichiarò pretendente al trono portoghese alla morte dello zio, il cardinale-re Enrico, unico fratello sopravvissuto al re Giovanni III (1521 – 1557), che aprì la crisi dinastica portoghese del 1580. La sua nascita illegittima gli impedì di salire al trono, anche se regnò nel 1580 per 33 giorni, e il trono fu acquisito dal re di Spagna Filippo II di Spagna

## Albero genealogico
|                             |                        |                          | Genitori                             |  |  | Nonni |  |  | Bisnonni               |  |  | Trisnonni                 |  |
|                             |                        |                          |                                      |  |  |       |  |  | Edoardo del Portogallo |  |  | Giovanni I del Portogallo |  |
|                             |                        |                          |                                      |  |  |       |  |  | Edoardo del Portogallo |  |  | Giovanni I del Portogallo |  |
|                             |                        | Filippa di Lancaster     |                                      |  |  |       |  |  | Edoardo del Portogallo |  |  |                           |  |
| Ferdinando d'Aviz           |                        |                          |                                      |  |  |       |  |  | Edoardo del Portogallo |  |  |                           |  |
|                             |                        | Eleonora d'Aragona       | Ferdinando I di Aragona              |  |  |       |  |  |                        |  |  |                           |  |
|                             |                        | Eleonora d'Aragona       | Ferdinando I di Aragona              |  |  |       |  |  |                        |  |  |                           |  |
|                             |                        | Eleonora d'Aragona       | Eleonora d'Alburquerque              |  |  |       |  |  |                        |  |  |                           |  |
| Manuele I del Portogallo    |                        | Eleonora d'Aragona       |                                      |  |  |       |  |  |                        |  |  |                           |  |
|                             |                        | Giovanni d'Aviz          | Giovanni I del Portogallo            |  |  |       |  |  |                        |  |  |                           |  |
|                             |                        | Giovanni d'Aviz          | Giovanni I del Portogallo            |  |  |       |  |  |                        |  |  |                           |  |
|                             |                        | Giovanni d'Aviz          | Filippa di Lancaster                 |  |  |       |  |  |                        |  |  |                           |  |
| Beatrice d'Aviz             |                        | Giovanni d'Aviz          |                                      |  |  |       |  |  |                        |  |  |                           |  |
|                             |                        | Isabella di Braganza     | Alfonso I di Braganza                |  |  |       |  |  |                        |  |  |                           |  |
|                             |                        | Isabella di Braganza     | Alfonso I di Braganza                |  |  |       |  |  |                        |  |  |                           |  |
|                             |                        | Isabella di Braganza     | Beatriz Pereira de Alvim             |  |  |       |  |  |                        |  |  |                           |  |
| Luigi d'Aviz                |                        | Isabella di Braganza     |                                      |  |  |       |  |  |                        |  |  |                           |  |
|                             | Giovanni II di Aragona | Ferdinando I di Aragona  |                                      |  |  |       |  |  |                        |  |  |                           |  |
|                             | Giovanni II di Aragona | Ferdinando I di Aragona  |                                      |  |  |       |  |  |                        |  |  |                           |  |
|                             | Giovanni II di Aragona | Eleonora d'Alburquerque  |                                      |  |  |       |  |  |                        |  |  |                           |  |
| Ferdinando II di Aragona    | Giovanni II di Aragona |                          |                                      |  |  |       |  |  |                        |  |  |                           |  |
|                             |                        | Giovanna Enríquez        | Federico Enriquez                    |  |  |       |  |  |                        |  |  |                           |  |
|                             |                        | Giovanna Enríquez        | Federico Enriquez                    |  |  |       |  |  |                        |  |  |                           |  |
|                             |                        | Giovanna Enríquez        | Mariana Fernández de Córdoba y Ayala |  |  |       |  |  |                        |  |  |                           |  |
| Maria d'Aragona e Castiglia |                        | Giovanna Enríquez        |                                      |  |  |       |  |  |                        |  |  |                           |  |
|                             |                        | Giovanni II di Castiglia | Enrico III di Castiglia              |  |  |       |  |  |                        |  |  |                           |  |
|                             |                        | Giovanni II di Castiglia | Enrico III di Castiglia              |  |  |       |  |  |                        |  |  |                           |  |
|                             |                        | Giovanni II di Castiglia | Caterina di Lancaster                |  |  |       |  |  |                        |  |  |                           |  |
| Isabella di Castiglia       |                        | Giovanni II di Castiglia |                                      |  |  |       |  |  |                        |  |  |                           |  |
|                             |                        | Isabella d'Aviz          | Giovanni d'Aviz                      |  |  |       |  |  |                        |  |  |                           |  |
|                             |                        | Isabella d'Aviz          | Giovanni d'Aviz                      |  |  |       |  |  |                        |  |  |                           |  |
|                             |                        | Isabella d'Aviz          | Isabella di Braganza                 |  |  |       |  |  |                        |  |  |                           |  |
|                             |                        | Isabella d'Aviz          |                                      |  |  |       |  |  |                        |  |  |                           |  |